# Nur Anfänger heiraten
Nur Anfänger heiraten ist eine deutsche Filmkomödie und ein Liebesfilm der Regisseurin Franziska Meyer Price aus dem Jahr 2003. In den Hauptrollen verkörpern Benjamin Sadler und Muriel Baumeister den Bräutigam Hannes und die mit der Planung seiner Hochzeit beauftragte Kellnerin Nina.

## Handlung
Die junge Kellnerin Nina ist pleite, ihr Chef, der Restaurantbesitzer Pavel, würde ihr gerne Geld leihen, was sie jedoch ablehnt. Sie lebt weiterhin mit ihrer an Demenz erkrankten Oma in einem Häuschen auf dem Land. Hannes ist im Begriff seine Verlobte Karen zu heiraten, doch die beiden haben eigentlich recht unterschiedliche Interessen: Während Karen eher abenteuerliche Herausforderungen liebt, ist Hannes eher der konservative Typ, der lieber alles in Ordnung hält und keinen Trubel haben möchte. Die Hochzeitsvorbereitungen soll Nina übernehmen. Nach anfänglichen Missverständnissen und Streitereien kommt Hannes Karen wieder näher und die beiden beschließen, ihre zunächst wieder abgesagte Hochzeit doch stattfinden zu lassen. Als Hannes auf der Fahrt zur Kirche einen Tross Rettungsfahrzeuge sieht, wird ihm klar, dass Ninas Oma, die ihr immer sehr nahestand, verstorben ist.
Auf der Beerdigung von Ninas Oma überreicht ihr Tom, der zwischenzeitlich Ninas Liebhaber war, aufgrund eigener Gewissensbisse einen Zettel, auf dem Hannes eine Nachricht an sie schrieb. Nina verlässt fluchtartig die Beerdigung ihrer Oma und fährt mit ihrem Wagen, unter Höchstgeschwindigkeit von Feuerwehrfahrzeugen mit eingeschaltetem Martinhorn zur Kirche, in der Hannes gerade im Begriff ist, Karen zu heiraten. Bereits bevor Nina dort eintrifft, hat Hannes bereits sein Ja-Wort verweigert und verlässt die Kirche, wo er außerhalb des Gotteshauses auf die gerade angekommene Nina trifft.
Hannes und Nina bekunden sich gegenseitig ihre Liebe zueinander und gehen am Ende der Filmhandlung unter großem Applaus der anwesenden Gäste die Ehe ein.

## Produktion
Mischa Hofmann und Philip Voges produzierten den Film für H&V Entertainment und Hofmann & Voges Entertainment im Auftrag von und für Sat.1. Gedreht wurde unter anderem in Berlin.

## Kritik
TV Spielfilm urteilt mit einem nach oben gestreckten Daumen (beste Filmbewertung): „Trotz aller Genreklischees überzeugt Regisseurin Meyer Price (Berlin, Berlin) in ihrer Wedding Planner-Variante mit überraschenden Wendungen und herzigen Küssen“. Das Fazit der Programmzeitschrift lautet: „Herz, Schmerz – und zum Schluss ein Kuss“.
Der Autor und Filmkritiker Tilmann P. Gangloff konstatiert anerkennend auf Tittelbach.tv: „Sympathisch gespielt und mit leichter Hand inszeniert!“
Das Lexikon des internationalen Films resümiert: „Verwicklungsreiche romantische (Fernseh-)Komödie nach üblichen Mustern des Beziehungsgeplänkels.“

## Erstausstrahlung und abweichende Filmtitel im Ausland
Nur Anfänger heiraten wurde am 28. Oktober 2003 erstmals auf Sat.1 ausgestrahlt. In Frankreich war die Erstsendung am 26. September 2005, dort unter dem Titel Un mariage inattendu. Im Abruf Fernsehen war die erste Ausstrahlung am 25. November desselben Jahres, dort unter dem Titel Míg a másik el nem választ. Der italienische Filmtitel lautet Il posto delle farfalle.